# Gil II d'Atrosillo
Gil II d'Atrosillo (també Egidio d'Atrosillo) (? - ?) va ser un cavaller aragonès del llinatge dels Atrosillo. Els seus orígens familiars són desconeguts. Era germà de Pelegrín d'Atrosillo. Va participar en la Primera revolta nobiliària contra Jaume I d'Aragó. Participà en la Conquesta de Mallorca i la Conquesta de València.

## Matrimoni i descendents
Desconegut. Fills:
- Gil III d'Atrosillo
- Lope Ferrench d'Atrosillo
- Maria d'Atrosillo
- Elvira Gil d'Atrosillo
- Mallada d'Atrosillo, casada amb Gil Martínez d'Entença